# Pruchniszcze
Pruchniszcze (ukr. Прикмище) – wieś na Ukrainie, w  obwodzie iwanofrankiwskim, w rejonie horodeńskim.